# Allium greuteri
Allium greuteri — вид рослин з родини амарилісових (Amaryllidaceae); ендемік Лівії.

## Поширення
Ендемік Лівії.